# Manon (Massenet)
Manon ist eine Opéra-comique in fünf Akten von Jules Massenet. Das Libretto stammt von Henri Meilhac und Philippe Gille nach dem Roman Histoire du Chevalier Des Grieux et de Manon Lescaut (1731) des Abbé Prévost. Die Uraufführung fand am 19. Januar 1884 an der Opéra-Comique in Paris statt. 

## Handlung

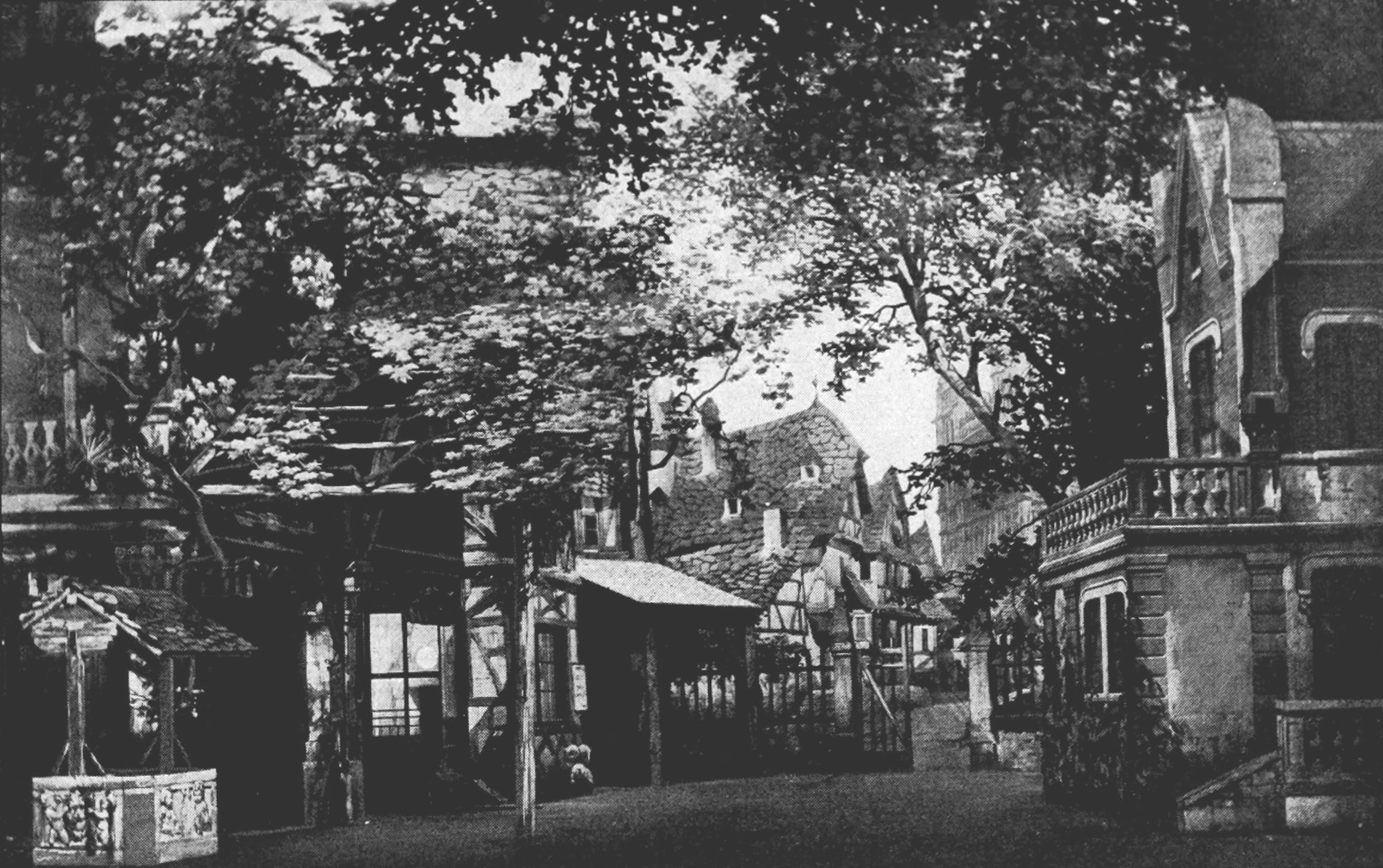
Bühnenbild des ersten Akts

### Erster Akt
In einem Gasthof in Amiens, wo die Postkutsche nach Paris anhält, kehren der Roué Guillot und de Brétigny mit drei jungen Freundinnen ein. Die Gäste haben Hunger und Durst. Als die Postkutsche eintrifft, versammeln sich Neugierige, darunter auch der Soldat Lescaut, der seine Cousine Manon, ein junges Mädchen aus der Provinz, abholen soll. Sie soll ins Kloster gebracht werden, doch der Soldat Lescaut ist mehr am Kartenspiel interessiert als daran, seine hübsche Cousine zu beaufsichtigen. Während sie auf ihren Cousin wartet, muss sich Manon aber nicht nur eindeutiger Angebote von reichen Herren wie Guillot de Morfontaine und Monsieur de Brétigny erwehren, sondern lernt auch den jungen Chevalier Des Grieux kennen, der sich auf den ersten Blick in sie verliebt. Mit Des Grieux ist schnell ein Entschluss gefasst: Gemeinsam fliehen und ein neues Leben in Paris beginnen, das nur aus Liebe und Vergnügen bestehen wird.

### Zweiter Akt
In ihrer Pariser Wohnung lesen Des Grieux und Manon den Brief, mit dem Des Grieux seinen Vater um Einwilligung zur Hochzeit bitten will. Die beiden werden jedoch von Lescaut und De Brétigny aufgesucht: Lescaut zeigt sich empört wegen der verletzten Familienehre, lässt sich aber nicht zuletzt durch den Brief von der aufrichtigen Absicht Des Grieux’ überzeugen, Manon heiraten zu wollen. In der Zwischenzeit bietet ihr De Brétigny für ihre Liebe Reichtum und Glanz an, wenn sie nur zulasse, dass ihr Geliebter auf Befehl des Vaters gewaltsam von ihr weggeholt werde. Schweren Herzens nimmt Manon Abschied vom gemeinsamen Leben mit Des Grieux und lässt die Entführung geschehen.

### Dritter Akt
Erstes Bild
Ein Volksfest auf dem Cours-la-Reine in Paris bietet Manon Gelegenheit für einen glanzvollen Auftritt: Sie ist die Schönste und lebt nur für den Augenblick. Selbst der aus der Provinz angereiste Graf Des Grieux, der Vater des ehemaligen Geliebten Manons, muss gestehen, dass er ihren Reizen verfallen könnte. Manon zu Ehren gibt das Ballett der Oper eine öffentliche Vorstellung. Vom Grafen Des Grieux erfährt Manon dabei, dass sein Sohn in Kürze die Priesterweihe empfangen soll, doch Manon will nicht glauben, der junge Des Grieux könne sie vergessen haben, und macht sich auf ins Priesterseminar.
Zweites Bild

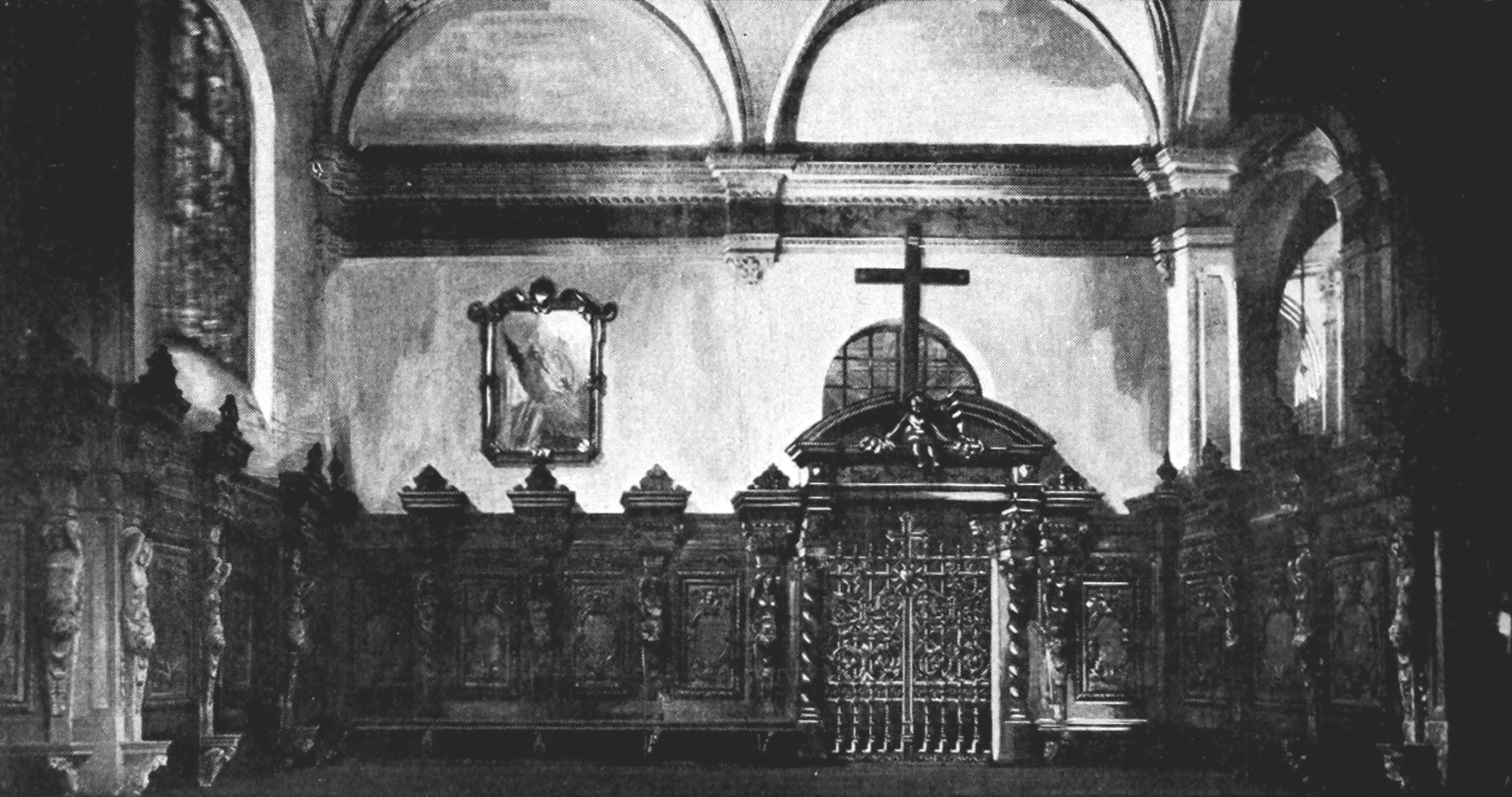
Saint-Sulpice im dritten Akt

Im Priesterseminar von Saint-Sulpice wird der Chevalier Des Grieux für seine Predigerbegabung bewundert. Sein Vater versucht ein letztes Mal, den Sohn zu einer angemessenen Heirat zu überreden, doch vergeblich. Der junge Des Grieux schickt ihn fort: Er will sein Leben Gott weihen und so die Erinnerung an die Geliebte besiegen. Da taucht Manon auf, sie bittet Gott um Beistand und fleht Des Grieux um Vergebung an. Am Ende kann der Chevalier ihren Zärtlichkeiten nicht länger widerstehen und liiert sich mit ihr aufs Neue.

### Vierter Akt
Manons Luxusbedürfnis verschlingt große Summen. Im Spielsalon des Hotels Transsilvanien zwingt Manon den Chevalier dazu, sein Glück im Spiel zu wagen, um wieder zu Geld zu kommen. Des Grieux spielt schließlich gegen Guillot und gewinnt tatsächlich immerzu, weshalb Guillot ihn des Falschspiels bezichtigt und wütend den Saal verlässt, um kurz darauf nicht nur mit der Polizei, sondern auch mit dem Vater Des Grieux’ zurückzukommen. Zum Schein wird der junge Des Grieux in Arrest genommen, während Manon als seine Komplizin jedoch tatsächlich verhaftet wird, um ins Frauengefängnis gebracht zu werden.

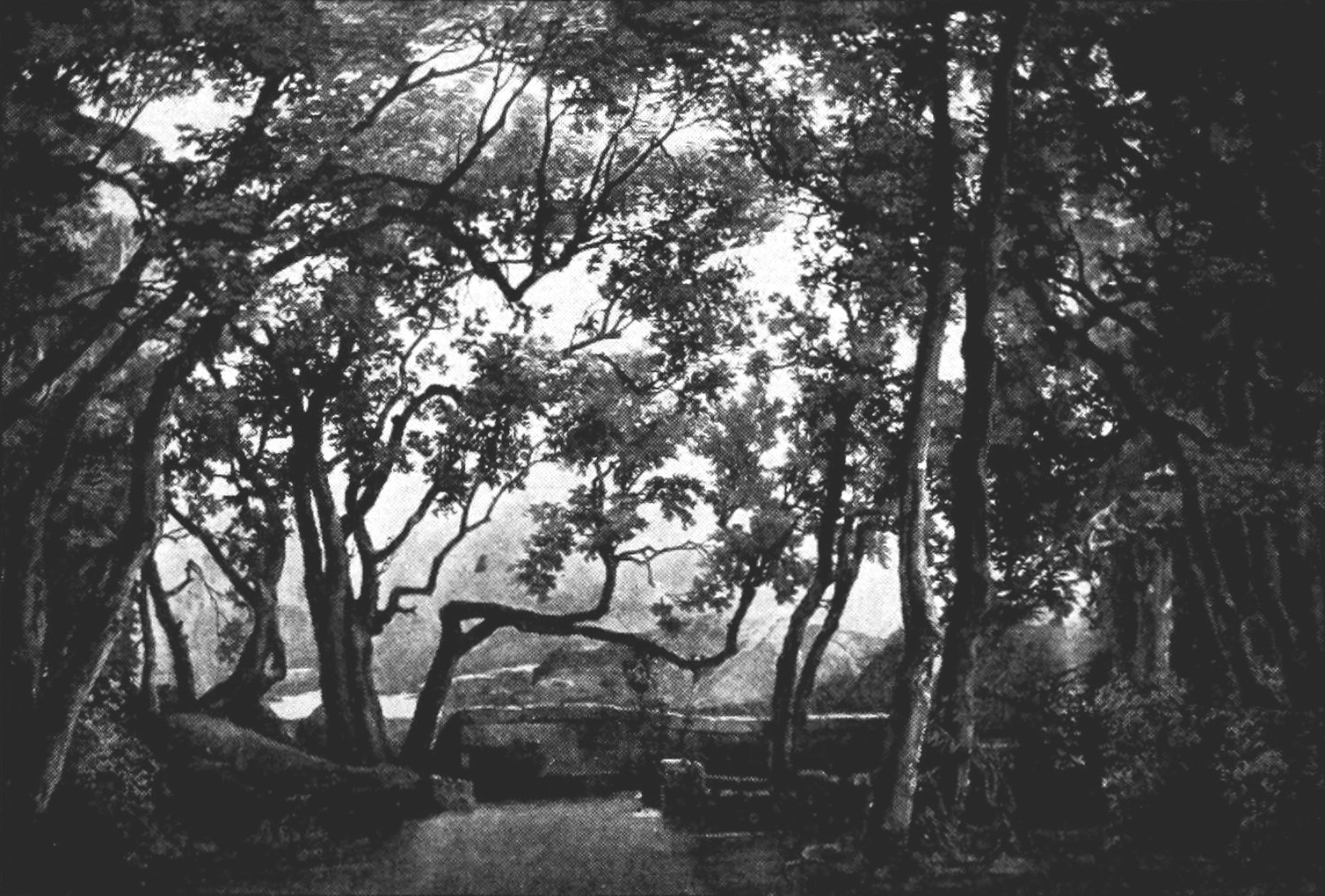
Bühnenbild des fünften Akts

### Fünfter Akt
Des Grieux wartet in Begleitung Lescauts an der Landstraße nach Paris auf die zur Deportation verurteilten Mädchen, unter ihnen Manon, um sie zu befreien. Die angeheuerten Leute haben sie jedoch bereits im Stich gelassen, sodass gewaltsame Befreiungsversuche zwecklos erscheinen. Mit dem letzten Geld besticht Lescaut den Sergeanten, und die im Gefängnis tödlich erkrankte Manon wird für kurze Zeit freigelassen. Ein Mann bleibt zur Bewachung Manons zurück. Noch ein Mal finden so die Liebenden zusammen. Manon bereut ihre Sünden und bittet den Geliebten um Vergebung. Sie erinnert ihn an ihre gemeinsame Geschichte, an ihr Glück und ihre Zärtlichkeit und stirbt in seinen Armen.

## Musik
Die Oper ist in einer durchkomponierten musikalischen Großform mit einem kurzen Vorspiel angelegt. Eine aus unscheinbaren Motiven entwickelte Melodik, rasche Stimmungswechsel, die auch noch innerhalb einer einzelnen Nummer die Fragilität jeglicher Empfindung illustrieren, und eine sensible Kommentierung seelischer Vorgänge durch das Orchester kennzeichnen die Musik, wobei Massenet zwar (noch) nicht das Leitmotiv in der Art von Richard Wagner einsetzt, aber dennoch wiederkehrende musikalische Wendungen gebraucht, die das Publikum mit bestimmten Figuren und Situationen identifiziert. Die Oper baut sich aus musikalischen Szenen auf, die in sich wiederum häufig geschlossene Gebilde bergen. Die für das Genre der Opéra-comique typische Verwendung des gesprochenen Dialogs zwischen den musikalischen Nummern ist abgewandelt, indem Massenet statt reiner Dialoge vielfältige Möglichkeiten des Melodrams erprobt, also eine Figur zu einer Musik des Orchesters sprechen lässt, die dem Text erst Expressivität verleiht.

### Instrumentation
Die Orchesterbesetzung der Oper enthält die folgenden Instrumente:
- Holzbläser: zwei Flöten (2. auch Piccolo), zwei Oboen (2. auch Englischhorn), zwei Klarinetten, zwei Fagotte
- Blechbläser: zwei Cornets à piston, zwei Hörner, zwei Trompeten, drei Posaunen
- Pauken, Schlagzeug: große Trommel, Becken, kleine Trommel, Militärtrommel, Schellen, Peitsche, Triangel, Tamtam, Glockenspiel, Glocken
- Harfe
- Streicher
- Bühnenmusik: Klarinette, Fagott, Streichquintett, Orgel

## Werkgeschichte

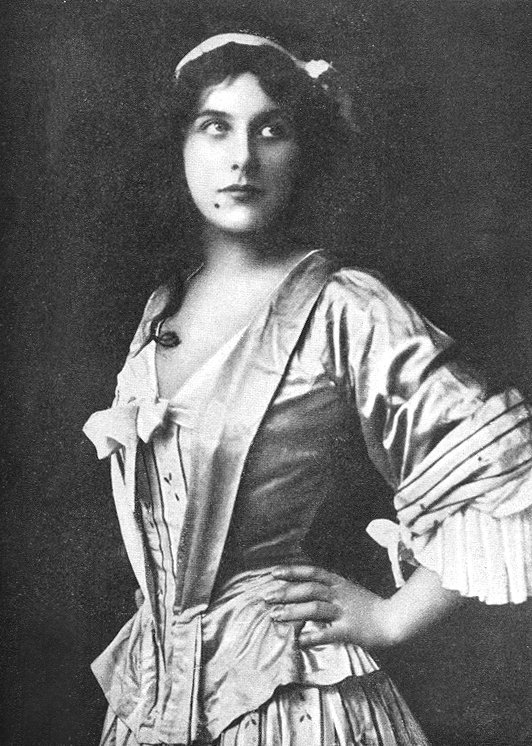
Geraldine Farrar als Manon

Massenet begann im Jahr 1881, sich mit Manon zu beschäftigen. Die Uraufführung erfolgte am 19. Januar 1884 an der Opéra-Comique in Paris mit der Sopranistin Marie Heilbron in der Titelrolle. Die Oper rief von Beginn an Anerkennung hervor.
Daniel-François-Esprit Auber (Manon Lescaut, 1856) und Giacomo Puccini (Manon Lescaut, 1893) haben in ihren Opern dieselbe Vorlage verarbeitet. Puccinis Version verdrängte die Oper von Massenet vorübergehend von den Spielplänen der Opernhäuser. Eine weitere Bearbeitung des Stoffes schuf Hans Werner Henze mit der Oper Boulevard Solitude.
Die deutsche Übersetzung des Librettos stammt von Ferdinand Gumbert, sie wurde 1892 in Hamburg aufgeführt. 1962 legte Kurt Honolka eine Neuübersetzung und Kürzung vor, die in Stuttgart Premiere hatte.
Inzwischen gehört Massenets Oper Manon zu den meistgespielten Werken der französischen Musikliteratur.